# Roland Fink
Roland Fink (* 1937 in Bern) ist ein schweizerischer Chorleiter und Musiker (Gitarrist) und Musiklehrer.

## Leben
Fink wuchs in Solothurn auf. Nach einer abgebrochenen kaufmännischen Lehre wechselte er 1957 nach Zürich und durchlief verschiedene berufliche Stationen. 1963 erstand er die eidgenössische B-Maturität. Mit dem Lehrerpatent des Kantons Zürich war er ab 1966 als Primarlehrer und später als Handelslehrer tätig. Von 1968 bis 1971 besuchte er das Konservatorium Winterthur und liess sich dort von Ernst Hess und Willi Gohl in den Bereichen Musiktheorie und Chorleitung ausbilden.
Als Arrangeur, Komponist, Dirigent und Gitarrist gründete er 1965 den gemischten Chor Roland Fink Singers, 1968 die Musikschule Effretikon, als deren Leiter er bis 1985 amtierte, und 1975 das Jugendorchester Frenesi. Heute ist er freischaffend.

## Partituren
- 1980: Weltweihnacht 1 und 2, Musikhaus Pan, Zürich
- 1981–1986: Folklore für Blockflöten und andere Instrumente 1–9, Musikhaus Pan, Zürich
- 1981: Weihnachtliche Liedsätze : für drei Gitarren (auch chorisch), Schott, Mainz
- 1982: Sunnechringeli: Liedli zum Sine und Spile. Musikhaus Pan, Zürich
- 1985–1986: Lieder us de Schwyz 1 und 2, Musikhaus Pan, Zürich
- 1988: Adventsmusik aus Polen, Deutschland, Holland, Flandern und Spanien : für Blockflöten und andere Instrumente, Musikhaus Pan, Zürich
- 1988: Weihnacht in Europa : Advents- u. Weihnachtsmelodien aus Deutschland, Dänemark, Flandern, Polen u. Spanien; für 2 Sopranblockflöten, Musikhaus Pan, Zürich
- 1992: Tirlitänzli: fröhliche Tanz- und Kinderlieder; für zwei Sopranblockflöten, Musikhaus Pan, Zürich